# Alessandro Fregoni
Alessandro Fregoni (Lodi, 12 giugno 1917 – Lodi, 30 luglio 2000) è stato un calciatore italiano, di ruolo portiere.

## Carriera
Debutta in Serie C nel 1935-1936 con il Fanfulla, con cui due anni più tardi conquista la promozione in Serie B.
Disputa quindi la sua prima stagione tra i cadetti nel 1938-1939, e fino al 1943 gioca complessivamente 60 gare in Serie B.
Conta anche 10 presenze, sempre con la maglia del Fanfulla, nel Campionato Alta Italia 1944.

## Palmarès

### Club

#### Competizioni nazionali
- Serie C: 1

Fanfulla: 1937-1938